# When I Come Around
When I Come Around är en av singlarna från Green Days genombrottsalbum Dookie. Den är skriven av bandets gitarrist och sångare Billie Joe Armstrong och den nådde förstaplatsen på Billboards Modern Rock Tracks lista 1995. Videon spelades även flitigt på MTV.